# Drobacia
Drobacia (лат.) — род наземных лёгочных брюхоногих моллюсков из семейства гелицид. Ранее считался подродом рода Chilostoma.

## Виды
В род включают следующие виды:
- Drobacia banatica (Rossmässler, 1838)typus
- Drobacia maeotica (Wenz, 1926)